# Institute of Space and Astronautical Science
L'Institute of Space and Astronautical Science (ISAS) è stato un ente governativo giapponese per le attività spaziali e l'astronautica.
Nel 2003 si è fuso con altri due enti (NAL e NASDA) per formare l'Agenzia Spaziale Giapponese (JAXA).
La sede principale dell'ISAS era a Sagamihara (nella prefettura di Kanagawa), dove tuttora si trovano uffici, laboratori e aree di collaudo che sono passati dal 2003 sotto la direzione della JAXA.
Nacque negli anni cinquanta per iniziativa dell'Institute of Industrial Science dell'Università di Tokyo.
Dal febbraio 1970 al maggio 2003, prima della fusione nella JAXA, l'ISAS lanciò in orbita 25 satelliti per ricerche astronomiche e scientifiche.